# Taxa de filtració glomerular
Les funcions renals inclouen mantenir un equilibri àcid-base; regular l'equilibri de líquids; regular el sodi, el potassi i altres electròlits; eliminar toxines; absorció de glucosa, aminoàcids i altres molècules petites; regulació de la pressió arterial; producció de diverses hormones, com l'eritropoetina; i activació de la vitamina D.
Una de les mesures de la funció renal és la taxa de filtració glomerular (TFG) o índex de filtració glomerular (IFG). La taxa de filtració glomerular descriu el cabal de líquid filtrat a través del ronyó. La taxa d'aclariment de creatinina (ACr) és el volum de plasma sanguini que s'elimina de creatinina per unitat de temps i és una mesura útil per aproximar la TFG. L'aclariment de creatinina supera la TFG a causa de la secreció de creatinina, que pot ser bloquejada per la cimetidina. Tant el TFG com l'ACr es poden calcular amb precisió mitjançant mesures comparatives de substàncies a la sang i l'orina, o estimar-se mitjançant fórmules utilitzant només un resultat d'anàlisi de sang. Els resultats d'aquestes proves s'utilitzen per avaluar la funció excretora dels ronyons. L'estadificació de la malaltia renal crònica i la insuficiència renal aguda es basen en les categories de TFG, així com l'albuminúria i la causa de la malaltia renal.
El rang normal de TFG, ajustat a la superfície corporal, és de 100-130 de mitjana 125 ml/min/1,73 m² en homes i 90-120 ml/min/1,73 m² en dones menors de 40 anys. En nens, la FG mesurada per la depuració d'inulina és de 110 ml/min/1,73 m² fins als 2 anys d'edat en ambdós sexes, i després disminueix progressivament. Després dels 40 anys, la FG disminueix progressivament amb l'edat, entre 0,4 i 1,2 ml/min per any.
Les guies de pràctica clínica i les agències reguladores recomanen ara el FG estimat (FGe) per a l'avaluació rutinària del FG, mentre que el FG mesurat (FGm) es recomana com a prova de confirmació quan cal una avaluació més precisa.

## Fórmula CKD-EPI
La fórmula CKD-EPI (Chronic Kidney Disease Epidemiology Collaboration) es va publicar el maig de 2009. Es va desenvolupar en un esforç per crear una fórmula més precisa que la fórmula MDRD, especialment quan la FG real és superior a 60 ml/min per 1,73 m². Aquesta és la fórmula recomanada actualment pel National Institute for Health and Care Excellence (NICE) al Regne Unit.
Els investigadors van agrupar dades de diversos estudis per desenvolupar i validar aquesta nova equació. Van utilitzar 10 estudis que van incloure 8254 participants, utilitzant aleatòriament 2/3 dels conjunts de dades per al desenvolupament i l'altre 1/3 per a la validació interna. Es van utilitzar setze estudis addicionals, que van incloure 3896 participants, per a la validació externa.
L'equació CKD-EPI va funcionar millor que l'equació MDRD (Modification of Diet in Renal Disease Study), especialment amb FG més alt, amb menys biaix i major precisió. En analitzar les dades de la NHANES (National Health and Nutrition Examination Survey o Enquesta Nacional d'Examen de Salut i Nutrició), la mediana estimada de FG va ser de 94,5 ml/min per 1,73 m2 enfront de 85,0 ml/min per 1,73 m2, i la prevalença de la malaltia renal crònica va ser de l'11,5% enfront del 13,1%. Malgrat la seva superioritat general respecte a l'equació MDRD, les equacions CKD-EPI van tenir un mal rendiment en determinades poblacions, incloses les dones negres, la gent gran i els obesos, i van ser menys populars entre els metges que l'estimació de MDRD.
L'equació CKD-EPI és:
{\displaystyle \mathrm {eGFR} =141\ \times \ \mathrm {\min(Cr/k,1)} ^{a}\ \times \ \mathrm {\max(Cr/k,1)} ^{-1.209}\ \times \ 0.993^{\text{Edat}}\ \times {\text{[1.018 si Dona]}}\ \times {\text{[1.159 si Negre]}}\ }
on Cr és la creatinina sèrica (mg/dL), k és 0,7 per a les dones i 0,9 per als homes, a és -0,329 per a les dones i -0,411 per als homes, min indica el mínim de Cr/k o 1, i max indica el màxim de Cr/k o 1.
Com a equacions separades per a diferents poblacions:
Per a la creatinina (calibrada IDMS) en mg/dL:
Homes, no negres
Si la creatinina sèrica (Cr) ≤ 0,9
{\displaystyle \mathrm {eGFR} =141\ \times \ \mathrm {(Cr/0,9)} ^{-0,411}\ \times \ 0,993^{\text{Edat}}\ }
Si la creatinina sèrica (Cr) > 0,9
{\displaystyle \mathrm {eGFR} =141\ \times \ \mathrm {(Cr/0,9)} ^{-1,209}\ \times \ 0,993^{\text{Edat}}\ }
Dones, no negres
Si la creatinina sèrica (Cr) ≤ 0,7
{\displaystyle \mathrm {eGFR} =144\ \times \ \mathrm {(Cr/0,7)} ^{-0,329}\ \times \ 0,993^{\text{Edat}}\ }
Si la creatinina sèrica (Cr) > 0,7
{\displaystyle \mathrm {eGFR} =144\ \times \ \mathrm {(Cr/0,7)} ^{-1,209}\ \times \ 0,993^{\text{Edat}}\ }
Homes negres
Si la creatinina sèrica (Cr) ≤ 0,9
{\displaystyle \mathrm {eGFR} =163\ \times \ \mathrm {(Cr/0,9)} ^{-0,411}\ \times \ 0,993^{\text{Edat}}\ }
Si la creatinina sèrica (Cr) > 0,9
{\displaystyle \mathrm {eGFR} =163\ \times \ \mathrm {(Cr/0,9)} ^{-1,209}\ \times \ 0,993^{\text{Edat}}\ }
Dones negres
Si la creatinina sèrica (Cr) ≤ 0,7
{\displaystyle \mathrm {eGFR} =166\ \times \ \mathrm {(Cr/0,7)} ^{-0,329}\ \times \ 0,993^{\text{Edat}}\ }
Si la creatinina sèrica (Cr) > 0,7
{\displaystyle \mathrm {eGFR} =166\ \times \ \mathrm {(Cr/0,7)} ^{-1,209}\ \times \ 0,993^{\text{Edat}}\ }
Aquesta fórmula va ser desenvolupada per Levey i cols.
La fórmula CKD-EPI pot proporcionar una predicció millorada del risc cardiovascular respecte a la fórmula de l'estudi MDRD en una població de mitjana edat.